# El Barrio, Michoacán de Ocampo
El Barrio är en ort i Mexiko.   Den ligger i kommunen Cotija och delstaten Michoacán de Ocampo, i den centrala delen av landet, 400 km väster om huvudstaden Mexico City. El Barrio ligger 1 626 meter över havet och antalet invånare är 264.
Terrängen runt El Barrio är kuperad åt nordväst, men åt sydost är den platt. El Barrio ligger nere i en dal. Runt El Barrio är det ganska glesbefolkat, med 50 invånare per kvadratkilometer. Närmaste större samhälle är Cotija de la Paz, 4,7 km väster om El Barrio. I omgivningarna runt El Barrio växer huvudsakligen savannskog.